# Annibale Pelaschiar
Annibale Pelaschiar (Fasana, 25 gennaio 1912 – Monfalcone, 29 agosto 1994) è stato un velista italiano.

## Biografia
Nato nel 1912 a Fasana, nell'Istria meridionale, allora territorio austro-ungarico, ora in Croazia, a 44 anni partecipò ai Giochi olimpici di Melbourne 1956, nella classe Dragone, sulla barca Aretusa insieme a Sergio Sorrentino come timoniere e Piero Gorgatto, chiudendo 6º con 3404 punti.
4 anni dopo prese parte di nuovo alle Olimpiadi, quelle di Tokyo 1964, ancora nella classe Dragone su Argeste insieme a Sergio Sorrentino come timoniere e Sergio Furlan, terminando 6º con 4636 punti, 4985 senza penalità. Nell'occasione, con i suoi 52 anni, fu l'atleta più anziano della spedizione italiana ai Giochi giapponesi.
Soprannominato Hannibal, in suo onore Sergio Sorrentino fece nascere il Marina Hannibal a Panzano, nel comune di Monfalcone, ad inizio anni '60.